# Paraselenca marginata
Paraselenca marginata – gatunek kosarza z podrzędu Laniatores i rodziny Assamiidae.

## Występowanie
Gatunek występuje w Afryce Zachodniej. Wykazany został z Kamerunu.